# Taylorcraft Model B
Die Taylorcraft Model B ist ein Leichtflugzeug des US-amerikanischen Herstellers Taylorcraft Aviation (bis Februar 1939 Taylor Young Airplane Company) aus den späten 1930er Jahren.

## Geschichte

### 1938 bis 1941
Anfang 1938 setzte sich bei der Führung von Taylorcraft die Erkenntnis durch, dass ihr bisheriges, mit einem 40-PS-Triebwerk ausgerüstetes Model A mit den zu erwartenden Konkurrenzmodellen in der 50-PS-Boxermotor-Klasse nicht mehr wettbewerbsfähig sein wird. Die stärksten, kurz vorher präsentierten Rivalen auf diesem Markt waren dabei die Piper J-3 Cub und das Luscombe Model 8. Im Frühjahr 1938 stellte auch Aeronca sein Chief-Modell vor.
Bei dem neuen Taylorcraft-Modell sollte vor allem die Triebwerksleistung erhöht werden. Die Taylorcraft BC erhielt deshalb statt des in der Taylorcraft A eingesetzten Continental A-40 den 50 PS leistenden A-50 des gleichen Herstellers. Die BC (C stand für Continental) erhielt ihr Aircraft Type Certificate (ATC 696) am 24. August 1938.
Bald wurde mit dem Franklin 4AC-150 eine Triebwerksalternative angeboten. Die Zulassung dieses Musters mit der Bezeichnung Taylorcraft BF (F für Franklin) erfolgte am 19. September 1938 (ATC 699). Kurz danach folgte am 22. September 1938 (ATC 900) die Variante BL mit einem 50-PS-Lycoming O-145. Die drei Versionen wurden in etwa gleichen Stückzahlen produziert.
Eine Leistungssteigerung erhielten die BC-65 mit einem 65-PS-Continental A65 ab 1939 und die BF-60 mit einem 60-PS-Franklin 4AC-171, die BF-65 (65-PS-Franklin 4AC-176-B2) und die BL-65 (65-PS-Lycoming O-145-B1) jeweils ab 1940.
Ab September 1939 wurde auch eine Schulungsversion angeboten, die in vielen Flugschulen im Rahmen des im April 1939 ins Leben gerufenen Civilian Pilot Training Program (CPTP, auch CPT abgekürzt) Verwendung fand. Der Eignung als Schulflugzeug kam zugute, dass das Model B nur eine geringe Eigenstabilität aufwies, was den Eigenschaften der wendigen Militärflugzeugen nahekam, die von den Flugschülern zukünftig geflogen werden sollten. Innerhalb des CPT-Programms wurde ausschließlich die 50-PS-Lycoming-Version mit blau gestrichenem Rumpf und silberfarbenen Tragflächen eingesetzt.
Etwa im Dezember 1940 stellte Taylorcraft mit dem Model B-12 eine Luxusversion des B-Models vor, das neben einer verbesserten Innenausstattung auch einen Zweifarben-Anstrich erhielt. Die Zahl 12 wies auf das erhöhte Abfluggewicht von 1200 lb (545 kg) hin. Neben der BC-12 (mit dem 65-PS-Continental-Triebwerk) produzierte Taylorcraft in geringeren Stückzahlen parallel dazu auch die Varianten BF-12 und BL-12.

### Nach 1945

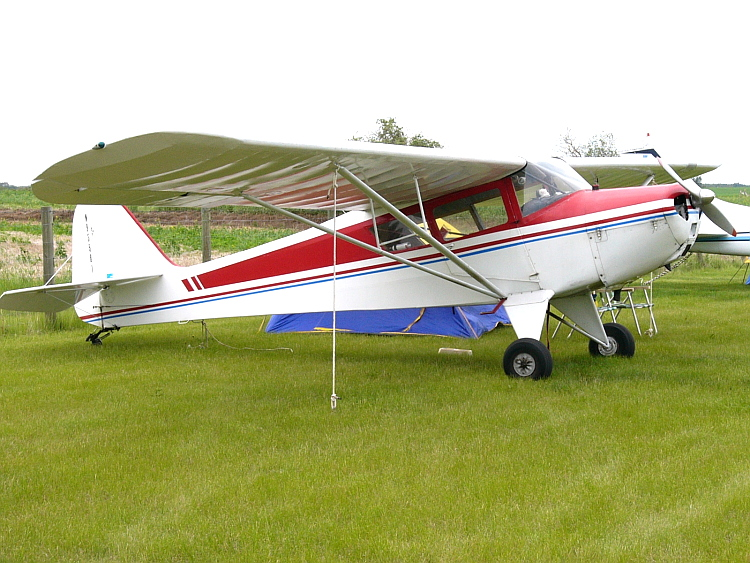
BC-12-D

Während des Zweiten Weltkriegs fertigte Taylorcraft neben Bauteilen für die Flugzeugindustrie vor allem die militärische Ausführung des Model D, die von der USAAF als L-2 bezeichnet wurde. Die zivile Flugzeugproduktion war in dieser Zeit eingestellt. Aber bereits am 30. August 1945 feierte das Unternehmen mit einer Zeremonie die Wiederaufnahme der zivilen Fertigung mit dem Roll-out einer BC-12-D. Die BC-12-D (auch BC-12D Twosome) erhielt ihre Musterzulassung im November 1945. Die Verbesserungen gegenüber dem Vorkriegsmodell umfassten  vergrößerte Leitwerksflächen, eine einteilige Windschutzscheibe sowie hunderte weiterer kleiner Verbesserungen.  Bis zum Ende des Jahres summierte sich die Fertigungszahl auf 252 BC-12-D.
Eine abgespeckte Version der BC-12-D war die Taylorcraft Ace, während die Taylorcraft DeLuxe eine überarbeitete verbesserte Luxusausführung der BC-12D darstellte. Weitere Varianten waren die Traveller und Sportsman. Die Weiterentwicklungen F-19 Sportsman, F-21 und F-22, die zwischen 1973 und 1992 produziert wurden, waren die letzten Taylorcraftflugzeuge, die noch auf dem Model B basierten.

## Konstruktion
Die wesentlichen Änderungen gegenüber dem Model A fanden im Bereich des Rumpfbugs statt, da beim Entwurf des vorhergehenden Models A bereits eine Erhöhung des Fluggewichts berücksichtigt wurde. Tragflächen, Leitwerk, Rumpf und Fahrwerk blieben praktisch unverändert. So erhöhte sich das Leergewicht bei dem ersten Model BC lediglich von 595 lb auf 640 lb, wovon 26 lb auf das stärkere A-50-Triebwerk entfielen. Im Cockpit war die Umstellung von der Y-förmigen Steuersäule auf eine H-förmige Steuereinheit, die zum Standard bei allen späteren side-by-side Taylorcraft-Modellen wurde, am augenfälligsten. Das Volumen des vor der Kabine angeordneten Tanks erhöhte sich von 10 auf 12 Gallonen (45,4 L), was eine theoretische Flugdauer von 2,5 Stunden erlaubte. Die Zylinder lagen wie bereits beim Model A, in einem Ausschnitt der Motorverkleidung im Luftstrom.
Wie bei allen Vorkriegs-Taylorkonstruktionen bestand die Rumpfstruktur aus mit Stoff bespannten geschweißten Stahlrohren. Während beim Standard-B-Model der Einstieg über eine Tür auf der rechten Seite erfolgte, hatte die B-12 zwei Türen. Die abgestrebten Tragflächen hatten ein NACA-23012-Profil und eine Struktur mit Fichtenholz-Holmen und Aluminium-Rippen. Die Vorderkanten waren metallbeplankt, während die restlichen Flächen stoffbespannt waren. Auch die Querruder besaßen diesen Aufbau. Das Fahrwerk hatte eine geteilte Achse sowie eine Gummiband-Federung und -dämpfung. Weitere Ausstattungsoptionen waren die Verwendung von Edo-Schwimmern oder Kufen, Navigationslichtern, Funkgerät und Doppelzündung.

## Varianten
Model B
BC-50: 50-PS-Continental-A-50, Preis: 1765 US-Dollar (1938)
BC-65: 65-PS-Continental-A-65
BL-50: 50-PS-Lycomin, Preis: 1665 US-Dollar (1938)
BL-55: 55-PS-Lycoming mit Doppelzündung
BL-65: 65-PS-Lycoming
BF-50: 50-PS-Franklin 4AC-150, etwa 100 Exemplare bis zum Ausbruch des Zweiten Weltkriegs hergestellt, Preis: 1665 US-Dollar (1938)
BF-60: 60-PS-Franklin
Trainer-Model des Civilian Pilot Training Program
BLT-65S: 65-PS-Lycoming, S stand für Einfachzündung
BFT-65D: 65-PS-Franklin, D stand für Doppelzündung
BLT-65D: 65-PS-Lycoming mit Doppelzündung
BCT-65D: 65-PS-Continental mit Doppelzündung
Model B-12 DeLuxe
BC-12, Preis: 2035 US-Dollar (1941)
BL-12, 2055 US-Dollar (1941)
BF-12, 2095 US-Dollar (1941)
| oberer Rumpf | Trennstreifen | unterer Rumpf |
| ------------ | ------------- | ------------- |
| Elfenbein    | Schwarz       | Blau          |
| Gelb         | Weiß          | Schwarz       |
| Elfenbein    | Schwarz       | Kastanie      |
| Rot          | Gold          | Schwarz       |
| Gelb         | Schwarz       | Blau          |

Nachkriegsmuster
Model BC-12D
Ace
BC-12D DeLuxe (65 PS Special DeLuxe, 85 PS Custom DeLuxe)
BC-12D Traveller
BC-12D-85 (F-19) Sportsman (85 PS), F-19 Sportsman 100 (Continental O-200 mit 100 PS)
F-21 (Lycoming O-235 mit 115 PS), F-21A (1500 lb Fluggewicht), F-21B (1750 lb Fluggewicht)
F-22 (Klappen, Bugradfahrwerk optional)

## Technische Daten
| Kenngröße             | Daten BC (in Klammern)                                                               |
| --------------------- | ------------------------------------------------------------------------------------ |
| Besatzung             | 1                                                                                    |
| Passagiere            | 1                                                                                    |
| Länge                 | 6,71 m                                                                               |
| Spannweite            | 10,98 m                                                                              |
| Höhe                  | 2,03 m                                                                               |
| Flügelfläche          | 15,61 m²                                                                             |
| Flügelstreckung       | 7,7                                                                                  |
| Leermasse             | (287 kg)                                                                             |
| Startmasse            | 477 kg (500 kg)                                                                      |
| Höchstgeschwindigkeit | 145 km/h (157 km/h)                                                                  |
| Reisegeschwindigkeit  | (140 km/h)                                                                           |
| Landegeschwindigkeit  | (56 km/h)                                                                            |
| Steigleistung         | 130 m/min (137 m erste Minute)                                                       |
| Dienstgipfelhöhe      | (4570 m)                                                                             |
| Reichweite            | 380 km                                                                               |
| Startstrecke          | 122 m                                                                                |
| Triebwerke            | ein Continental Vierzylinder A-50-Vierzylinder-Boxermotor mit 50 PS (37 kW) Leistung |